# Clematis patens 'Ville de Lyon'

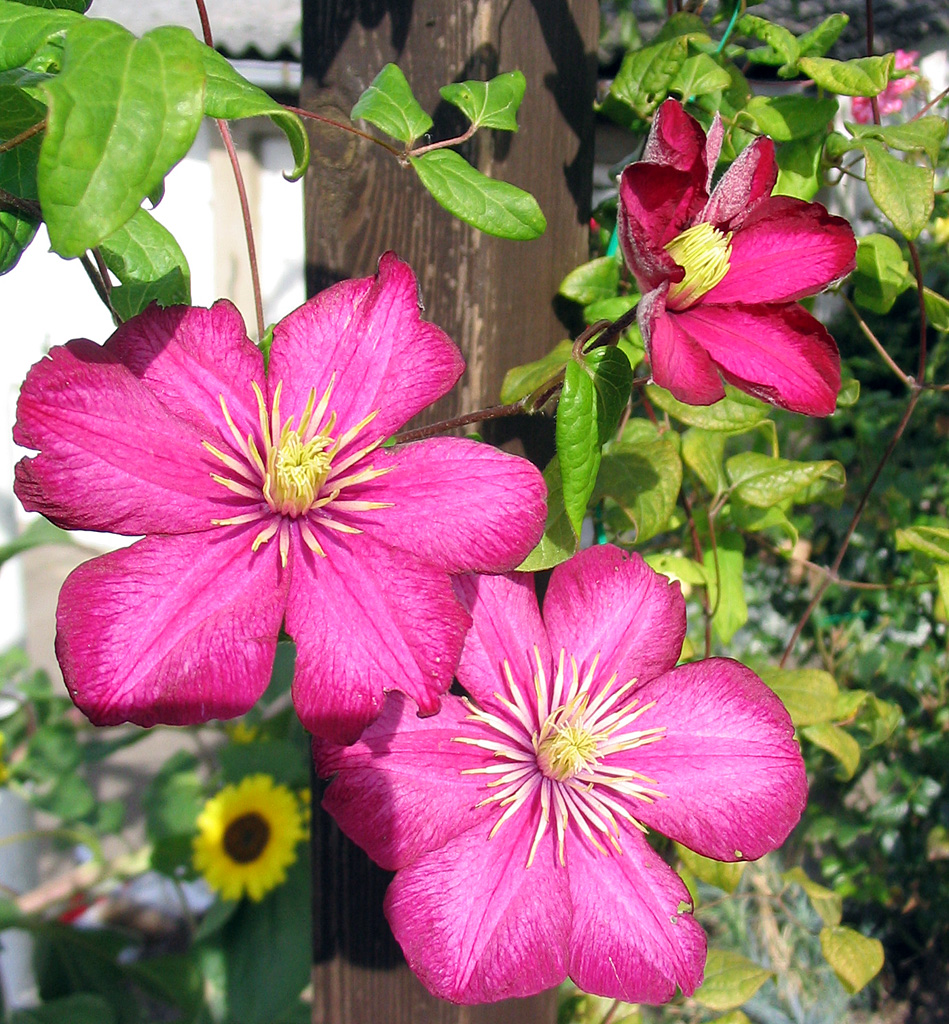
Clematis 'Ville de Lyon'

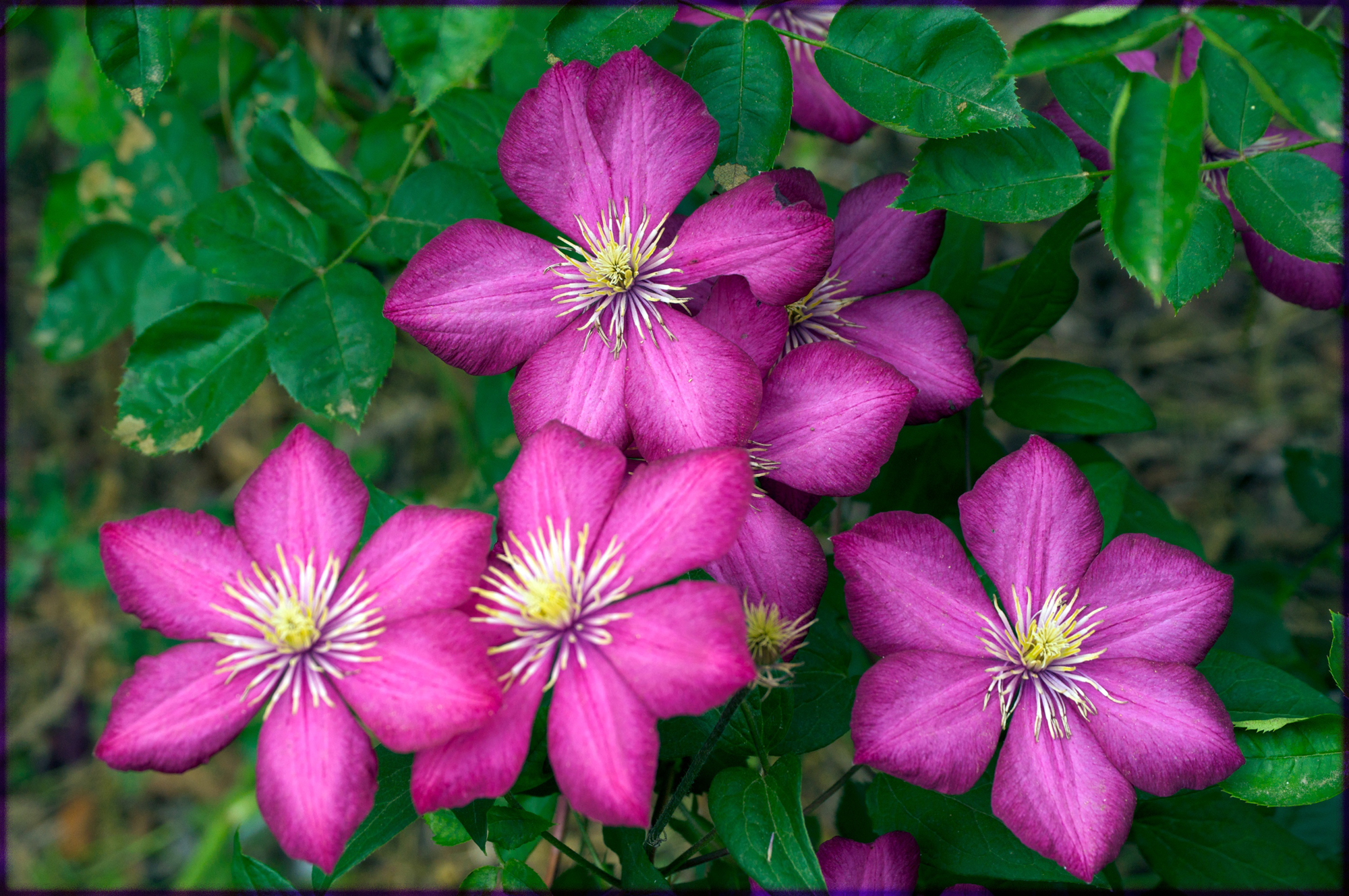
Clematis Ville de Lyon

Cultivar
La clématite patens 'Ville de Lyon' est un cultivar de clématite obtenu en 1899 par François Morel en France. Elle fut présentée au public en 1899 dans une revue horticole française

## Description
'Ville de Lyon' est une clématite à fleur rouge rosé possédant entre 7 et 9 sépales et d'un diamètre d'environ 15 centimètres. La couleur jaune des étamines de cette clématite contraste bien avec le rouge de la fleur.
À taille adulte 'Ville de Lyon' se développe à environ 2 m.
Elle ne possède pas de parfum particulier.

## Obtention
'Ville de Lyon' a été obtenue par François Morel par croisement de la clématite patens 'Viviand Morel' et de la clématite texensis.

## Protection
'ville de Lyon' ne possède aucune protection variétale.

## Culture
La clématite 'Ville de Lyon' est idéale pour une culture en pleine terre.
Cette clématite du groupe 3[Quoi ?] fleurit sur le bois de l'année  au printemps puis une deuxième floraison apparaît à l'automne sur les pousses de l'été. Elle résiste à des températures inférieures à −20 °C.

## Maladies et ravageurs
La clématite 'Ville de Lyon' est sensible à l'excès d'eau, qui peut provoquer une pourriture du collet de la plante et ainsi sa mort.

## Récompenses
- RHS Award of merit de la part de la Royal Horticultural Society en Angleterre en 1901[1].
- RHS Award of Garden Merit de la part de la Royal Horticultural Society en Angleterre en 1984[1].